# Shuvuuia
 Shuvuuia  (von mongolisch „Shuvuu“ – Vogel) ist eine Gattung der Alvarezsauridae, eine Gruppe von relativ kleinen, vogelähnlichen Dinosauriern, die zu den Theropoden gehört. Die einzige dieser Gattung gefiederter Dinosaurier zugeschriebene Art ist Shuvuuia deserti. Sie lebte zur Zeit der Oberkreide (frühes bis mittleres Campanium) im Gebiet der heutigen Mongolei.
Fossilien von Shuvuuia wurde an zwei Orten in der Wüste Gobi gefunden. In denselben Gesteinsschichten fand man Velociraptor und Protoceratops.

## Merkmale
Shuvuuia wurde ca. 60 Zentimeter lang und ist damit einer der kleinsten bekannten Dinosaurier. Seine Hinterbeine waren schlank und weisen ihn als einen guten Läufer aus. Die Vorderbeine waren kurz, kräftig und endeten in einer einzigen massiven Kralle, ähnlich wie bei der nahe verwandten Gattung Mononykus. Die beiden übrigen Finger waren stark reduziert. Möglicherweise war Shuvuuia ein spezialisierter Insektenfresser, der mit seinen starken Vorderkrallen Termitennester öffnete, ähnlich wie es Schuppentiere heute tun.

## Vogelähnlichkeit
Bei Untersuchungen des das Fossil umgebenden Sediments fand man faserige Strukturen, die auf eine Befiederung des Tieres deuten. Biochemische Untersuchungen ergaben, dass diese Strukturen Zerfallsprodukte von Beta-Keratin sind, während Spuren von Alpha-Keratin fehlen. In Reptilienschuppen kommen sowohl Alpha-Keratin als auch Beta-Keratin vor, in Federn findet sich jedoch nur Beta-Keratin.
Shuvuuia konnte seinen Oberkiefer relativ zum Hinterschädel bewegen – eine Form der Schädelkinese, die sonst innerhalb der Theropoda nur bei höheren Vögeln wie den Hesperornithiformes und den Neornithes nachgewiesen ist, nicht jedoch zum Beispiel bei Archaeopteryx. Dies ist ein weiterer Hinweis auf die verwandtschaftliche Nähe von Shuvuuia wie der Alvarezsauridae überhaupt zu den Vögeln.